# Gotland (kraj)
Gotland je ostrovní švédský kraj, tvořený od 1. ledna 1971 jedinou obcí, jíž je obec Gotland, vzniklá sloučením celé řady obcí. Gotland leží východně od ostrova Öland a pobřeží kraje Kalmar v Baltském moři. Správním centrem je Visby.

## Geografie
Kromě hlavního ostrova Gotland náleží ke kraji menší přilehlé ostrovy. Největší z nich zachycuje tabulka.
| Ostrov/souostroví      | Rozloha (km²) |
| ---------------------- | ------------- |
| vlastní ostrov Gotland | 2994          |
| Fårö                   | 113           |
| Gotska Sandön          | 44,9          |
| Stora Karlsö           | 11,66         |
| Lilla Karlsö           | 9,4           |
| Olofsholm              | 0,11          |
| Asunden                | 0,03          |

Další menší ostrovy jsou: Aurgrunn, Bunge aur, Enholmen, Fjaugen, Furillen, Grunnet, Hojskär, Klasen, Lörgeholm, Majgu, Marpesholm, Rävlen, Sildungen, Skarvagrunn, Skenalden, Skenholmen, Storgraut, Östergarnsholm.

## Sídla
V kraji se nachází 16 sídel. V tabulce jsou seřazeny podle počtu obyvatel k 31. prosinci 2005.
| # | Lokalita    | Populace |  | #  | Lokalita    | Populace |
| - | ----------- | -------- |  | -- | ----------- | -------- |
| 1 | Visby       | 22 236   |  | 9  | Burgsvik    | 347      |
| 2 | Hemse       | 1836     |  | 10 | Stånga      | 342      |
| 3 | Slite       | 1598     |  | 11 | Havdhem     | 318      |
| 4 | Klintehamn  | 1407     |  | 12 | Västerhejde | 302      |
| 5 | Vibble      | 1135     |  | 13 | Tingstäde   | 278      |
| 6 | Romakloster | 905      |  | 14 | Väskinde    | 275      |
| 7 | Fårösund    | 862      |  | 15 | Roma        | 253      |
| 8 | Lärbro      | 521      |  | 16 | När         | 209      |